# Takumi Morikawa
Takumi Morikawa (jap. 森川 拓巳 Morikawa Takumi; ur. 11 lipca 1977) – japoński piłkarz występujący na pozycji obrońcy.

## Kariera klubowa
Od 1996 do 2007 roku występował w klubach Kashiwa Reysol, EC Juventude, Kawasaki Frontale, Consadole Sapporo, Vegalta Sendai i Rosso Kumamoto.